# مارکوس گونزالس
مارکوس گونزالس (اسپانیایی: Marcos González‎؛ زاده ۹ ژوئن ۱۹۸۰) یک بازیکن فوتبال اهل شیلی است.

## تیم ملی
وی همچنین در تیم ملی فوتبال شیلی بازی کرده‌است.